# Oostelijke rotspinguïn
De oostelijke rotspinguïn (Eudyptes filholi) is een pinguïnsoort die nauw verwant is aan de macaronipinguïn (E. chrysolophus). De soort werd in 1879 door Frederick Wollaston Hutton beschreven, maar is ook lange tijd opgevat als ondersoort van de E. chrysocome.

## Kenmerken
De vogel is 51 tot 62 cm lang. Het is een relatief kleine soort kuifpinguïn, van boven zwart tot blauwzwart en van onder wit. De gele kuif is relatief smal en loopt van het voorhoofd als een wenkbrauwstreep boven het oog en vormt achter het oog een losse lichtgele pluim die afhangt. Ook de zwarte veren op de kruin vormen een korte kuif die zorgt voor een karakteristiek kopvorm. De snavel is oranje tot roodachtig  en heeft een roze vlies aan de basis.

## Voorkomen
De oostelijke rotspingïn broedt op de sub-antarctische eilanden in de Zuidelijke Oceaan: Prins Edwardeilanden, Crozeteilanden, Kerguelen, Heardeiland, Macquarie-eiland, Campbell-eiland, Aucklandeilanden en de Antipodeneilanden.
Buiten de broedtijd verblijven pinguïns in open zee. De broedkolonies liggen op kale stenige hellingen en stranden, in lavavelden, soms een beetje met graspollen begroeid en meestal dicht bij zee.

## Status
De oostelijke en de westelijk rotspinguïn worden door BirdLife International als één soort beschouwd. De grootte van de populatie van de oostelijke rotspinguïn werd in 2020 geschat op 422.000 broedparen.